# L'Aigle (Grenoble)
L'Aigle est un quartier de la ville de Grenoble. Il se situe au sud-ouest du quartier de l'Hyper-centre.

## Géographie
L'Aigle se situe le long du cours Jean-Jaurès, au nord des Grands-Boulevards. Il constitue la limite entre le centre-ville et les quartiers résidentiels du sud-ouest de Grenoble. Par la rue Turenne, on peut rejoindre le quartier Championnet, tandis que par la rue Joseph-Rey, on tombe sur le quartier Saint-Bruno.

## Composition
Le quartier comprend :
- le collège La Salle L'Aigle – Grenoble[1]

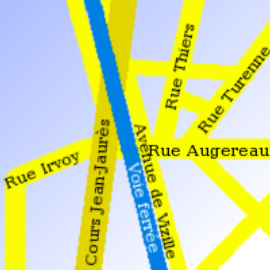
rues quartier de l'Aigle

- un restaurant-drive McDonald's nouvelle génération (démoli/reconstruit et ouvert en novembre 2009)
- de nombreux restaurants asiatiques
- divers petits commerces (boucheries, boulangeries, auto-école, pharmacie...)
- quelques terrasses de cafés
- la maison chalet

Sur l'axe nord-sud, l'Aigle est traversé par un pont long de près de 600m, le pont de l'Estacade, sur lequel est disposée la liaison ferroviaire entre Échirolles et la gare de Grenoble.
Le pont de l'Estacade, habillé d'un décor monumental à l'échelle du pont abrite du mardi au dimanche le populaire "Marché de l'Estacade".
Ce quartier représente également un atout majeur pour la liaison avec le nouvel écoquartier de Bonne (qui comprend un grand centre commercial), se situant juste à côté.